# S.W.A.T. (série de 2017)
S.W.A.T. é uma série de televisão dramática de ação, baseada no filme homônimo de 2003 e na série homônima de 1975, que ficou no ar entre 2 de novembro de 2017 e 16 de maio de 2025. O projeto foi ordenado no dia 12 de maio de 2017.
Após ser disponibilizada no Globoplay, a primeira temporada foi exibida pela TV Globo em sua Sessão Globoplay de 1 de maio a 16 de outubro de 2020. A segunda temporada foi disponível no Globoplay dia 12 de fevereiro de 2021.

## Sinopse
A série centra-se no sargento Daniel "Hondo" Harrelson. Morador de Los Angeles ao longo da vida e ex-fuzileiro naval, Hondo foi escolhido para liderar uma nova unidade de armas e táticas especiais de "última parada". Por ser negro e nascido e criado em Los Angeles, Hondo se sente profundamente leal não apenas aos seus "irmãos de azul", mas também às pessoas que eles servem. Isso o torna particularmente qualificado para liderar a equipe e construir uma ponte entre a força e a comunidade.Vários dos personagens da série foram nomeadas em honra de locutores de rádio da área do desporto – comentadores na KTCK, uma rádio de desporto de Dallas, Texas. Como tal, a série é notável por sua representação das tensões da vida real entre a polícia e a comunidade afro-americana.

## Elenco e personagens

### Principal
- Shemar Moore como Sargento II Daniel "Hondo" Harrelson:[6] natural de Los Angeles e ex-Marine que foi promovido para líder de equipe grande na tentativa de facilitar as tensões entre a comunidade e a LAPD.
- Jay Harrington como o Sargento II David "Deacon" Kay:[7] o membro sênior da equipe o qual foi passado para a promoção, estando assim a favor de Hondo.
- Alex Russell como o Oficial III Jim Street:[8] um impulsivo novato transferido do Departamento Policial de Long Beach.
- David Lim como o Oficial III Victor Tan:[9] um ex-oficial do LAPD Vice Squad. Ele se juntou à SWAT três anos antes da série.
- Kenny Johnson como o Oficial III+1 Dominic Luca[10]
- Lina Esco como o Oficial III Christina "Chris" Alonso:[10] uma oficial canina designada para SWAT.
- Patrick St. Esprit como o Comandante Robert Hicks: um oficial sênior da LAPD com o Escritório de Operações Especiais. Ele esta viúvo, e é um antigo amigo da família Kay. St. Esprit foi promovido ao elenco regular para a segunda temporada.

### Participações
| Artista            | Personagem               | Posição          | Temporada      | Temporada          | Temporada      | Temporada          | Temporada      | Temporada      | Temporada          | Temporada          |
| Artista            | Personagem               | Posição          | 1              | 2                  | 3              | 4                  | 5              | 6              | 7                  | 8                  |
| ------------------ | ------------------------ | ---------------- | -------------- | ------------------ | -------------- | ------------------ | -------------- | -------------- | ------------------ | ------------------ |
| Shemar Moore       | Daniel "Hondo" Harrelson | Sargento II      | Regular        | Regular            | Regular        | Regular            | Regular        | Regular        | Regular            | Regular            |
| Jay Harrington     | David "Deacon" Kay       | Sargento II      | Regular        | Regular            | Regular        | Regular            | Regular        | Regular        | Regular            | Regular            |
| Alex Russell       | James “Jim” Street       | Oficial III      | Regular        | Regular            | Regular        | Regular            | Regular        | Regular        | Regular            | Regular            |
| David Lim          | Victor Tan               | Oficial III      | Regular        | Regular            | Regular        | Regular            | Regular        | Regular        | Regular            | Regular            |
| Kenny Johnson      | Dominique Luca           | Oficial III+1    | Regular        | Regular            | Regular        | Regular            | Regular        | Regular        | Regular            | Regular            |
| Lina Esco          | Christina "Chris" Alonso | Oficial III      | Regular        | Regular            | Regular        | Regular            | Regular        | Não Participou | Regular            | Regular            |
| Patrick St. Esprit | Robert Hicks             | Comandante       | Regular        | Regular            | Regular        | Regular            | Regular        | Regular        | Regular            | Regular            |
| Rochelle Aytes     | Nichelle                 | Esposa de Hondo  | Não Participou | Não Participou     | Não Participou | Convidado especial | Regular        | Regular        | Regular            | Regular            |
| Peter Onorati      | Jeff Mumford             | Sargento II      | Regular        | Convidado especial | Não Participou | Não Participou     | Não Participou | Não Participou | Não Participou     | Não Participou     |
| Stephanie Sigman   | Jessica Cortez           | Capitão          | Regular        | Regular            | Não Participou | Não Participou     | Não Participou | Não Participou | Convidado especial | Convidado especial |
| Amy Farrington     | Piper Lynch              | Tenente Detetive | Não Participou | Não Participou     | Regular        | Convidado especial | Não Participou | Não Participou | Não Participou     | Não Participou     |
| Anna Enger Ritch   | Powell Ashley            | Sargento         | Não Participou | Não Participou     | Não Participou | Não Participou     | Não Participou | Regular        | Regular            | Regular            |
| Annie Ilonzeh      | Devid Gamble             | Sargento         | Não Participou | Não Participou     | Não Participou | Não Participou     | Não Participou | Não Participou | Não Participou     | Regular            |

## Produção
O criador da série é Aaron Thomas. Aaron e Shawn Ryan são os coprodutores executivos e coescritores. A nova série foi ordenada pela CBS em 12 de Maio de 2017. A série estreou em 2 de Novembro de 2017. Em 17 de Novembro de 2017, a CBS deu a série uma temporada total de 20 episódios e no dia 1 de Dezembro de 2017, a CBS ordenou dois episódios adicionais para a primeira temporada dando o total de 22 episódios.

## Episódios
| Temporada | Temporada | Episódios | Exibição                | Exibição           |
| Temporada | Temporada | Episódios | Estreia de temporada    | Final de temporada |
| --------- | --------- | --------- | ----------------------- | ------------------ |
|           | 1         | 22        | 2 de novembro de 2017   | 17 de maio de 2018 |
|           | 2         | 23        | 27 de setembro de 2018  | 16 de maio de 2019 |
|           | 3         | 21        | 2 de outubro de 2019    | 20 de maio de 2020 |
|           | 4         | 18        | 11 de novembro de 2020  | 26 de maio de 2021 |
|           | 5         | 22        | 1 de outubro de 2021    | 22 de maio de 2022 |
|           | 6         | 21        | 7 de outubro de 2022    | 12 de maio de 2023 |
|           | 7         | 13        | 16 de fevereiro de 2024 | 17 de maio de 2024 |
|           | 8         | 22        | 14 de outubro de 2024   | 16 de maio de 2025 |

## Recepção

### Audiência
| № | Título       | Exibição original      | Rating/share (18–49) | Audiência (em milhões) | DVR (18–49) | Audiência em DVR (milhões) | Total (18–49) | Audiência total (em milhões) |
| - | ------------ | ---------------------- | -------------------- | ---------------------- | ----------- | -------------------------- | ------------- | ---------------------------- |
| 1 | "Pilot"      | 2 de Novembro de 2017  | 1.1/4                | 6.74                   | 0.8         | 3.70                       | 1.9           | 10.52                        |
| 2 | "Cuchillo"   | 9 de novembro de 2017  | 1.0/4                | 6.58                   | 0.9         | 3.69                       | 1.9           | 10.27                        |
| 3 | "Pamilya"    | 16 de novembro de 2017 | 0.9/3                | 6.26                   | 0.8         | 3.22                       | 1.7           | 9.48                         |
| 4 | "Radical"    | 23 de novembro de 2017 | 1.1/4                | 5.84                   | 0.9         | 3.32                       | 2.0           | 9.17                         |
| 5 | "Imposters"  | 30 de novembro de 2017 | 1.0/4                | 6.71                   | N/A         | N/A                        | N/A           | N/A                          |
| 6 | "Octane"     | 7 de dezembro de 2017  | N/A                  | N/A                    | N/A         | N/A                        | N/A           | N/A                          |
| 7 | "Homecoming" | 14 de dezembro de 2017 | N/A                  | N/A                    | N/A         | N/A                        | N/A           | N/A                          |
| 8 | "Miracle"    | 21 de dezembro de 2017 | N/A                  | N/A                    | N/A         | N/A                        | N/A           | N/A                          |

### Resposta da Crítica
O site de críticas Rotten Tomatoes informou que a série tem uma classificação de aprovação de 45%, com a classificação média de 4.53/10 com base em 22 críticas. O Metacritic, que usa uma média ponderada, atribuiu a pontuação de 45 a 100 com base em 12 críticas, indicando "revisões mistas ou médias".